# Capnioneura libera
Capnioneura libera är en bäcksländeart som först beskrevs av Navás 1909.  Capnioneura libera ingår i släktet Capnioneura och familjen småbäcksländor. Inga underarter finns listade i Catalogue of Life.